# República Popular de Cubã
```
   |-
       |
Erro:
:  
valor não especificado para "
nome_comum
"
```

A República Popular de Cubã ou República Nacional de Cubã (em russo:  Кубанская Народная Республика, transl. Kubanskaya Narodnaya Respublika) foi um Estado antibolchevique durante a Guerra Civil Russa, abrangendo o território da atual região de Cubã na Rússia.
A república foi proclamada pela Rada de Cubã em 28 de janeiro de 1918 e declarou sua independência em 16 de fevereiro. Incluiria todo o território do antigo Oblast de Cubã do Império Russo. Durante sua breve independência, procurou a união com a República Popular da Ucrânia até que esta fosse ocupada pelas forças soviéticas. A República Popular de Cubã foi derrotada em 7 de novembro de 1919, tendo existido por 21 meses.
Os Cossacos de Cubã despenharam papel importante no processo de independência e nos conflitos.